# Courtland (Virginie)
Nommée Jerusalem jusqu'en 1888, la ville américaine de Courtland est le siège du comté de Southampton, dans l’État de Virginie. Lors du recensement de 2010, sa population s’élevait à 1 284 habitants.
Elle fut le lieu du jugement et de l'exécution de l'esclave afro-américain Nat Turner en novembre 1831.

## Source
- (en) Cet article est partiellement ou en totalité issu de l’article de Wikipédia en anglais intitulé « Courtland, Virginia » (voir la liste des auteurs).